# Krańcowa skłonność do oszczędzania
Krańcowa skłonność do oszczędzania, KSO (ang. marginal propensity to save) – parametr opisujący, jaką część przyrostu dochodu do dyspozycji gospodarstwo domowe jest skłonne przeznaczyć na zwiększenie oszczędności.
Przykładowo, jeżeli KSO wynosi 0,25, to wzrost dochodu do dyspozycji gospodarstwa domowego o 10 PLN spowoduje wzrost oszczędności tego gospodarstwa o 2,50 PLN. Krańcowa skłonność do oszczędzania oraz krańcowa skłonność do konsumpcji (KSK) przyjmują wartości z zakresu <0,1>, a ich suma zawsze równa jest jedności:
{\displaystyle {\text{KSK}}+{\text{KSO}}=1}

## Wzór matematyczny
Krańcową skłonność do oszczędności oblicza się za pomocą następującego wzoru:
{\displaystyle {\text{KSO}}={\frac {\Delta S}{\Delta Yd}}}
gdzie:
S – oszczędności
Yd – dochód